# František Trstenský
František Trstenský (ur. 13 marca 1973 w Trzcianie) – słowacki duchowny katolicki, biskup spiski od 2023. 

## Życiorys

### Prezbiterat
Święcenia kapłańskie otrzymał 21 czerwca 1997 i został inkardynowany do diecezji spiskiej. Przez kilka lat pracował jako duszpasterz parafialny. W latach 2000–2006 odbył studia biblijne w Jerozolimie i w Krakowie. Po ukończeniu studiów został wykładowcą biblistyki na Uniwersytecie Katolickim w Rużomberku, a w latach 2014–2020 pełnił funkcję prorektora tej uczelni (odpowiadał za stosunki zagraniczne). W 2020 mianowany proboszczem parafii w Kieżmarku.

### Episkopat
8 września 2023 papież Franciszek mianował go biskupem  diecezji spiskiej. 21 października 2023 przyjął święcenia biskupie. Głównym konsekratorem był Bernard Bober, arcybiskup metropolita koszycki.